# Shenavan (Lorri)
Pour les articles homonymes, voir Shenavan.
Shenavan (en arménien Շենավան ) est une communauté rurale du marz de Lorri en Arménie. En 2008, elle compte 510 habitants.